# Município de Deercreek (condado de Pickaway, Ohio)
Localização do Ohio nos E.U.A.
O município de Deercreek (em inglês: Deercreek Township) é um município localizado no condado de Pickaway no estado estadounidense de Ohio. No ano 2010 tinha uma população de 1700 habitantes e uma densidade populacional de 18,1 pessoas por km².

## Geografia
O município de Deercreek encontra-se localizado nas coordenadas 39° 33′ 43″ N, 83° 07′ 11″ O. Segundo a Departamento do Censo dos Estados Unidos, o município tem uma superfície total de 93.94 km², da qual 93.47 km² correspondem a terra firme e (0.5%) 0.47 km² é água.

## Demografia
Segundo o censo de 2010, tinha 1700 pessoas residindo no município de Deercreek. A densidade de população era de 18,1 hab./km².